# 馬欣欣
馬　欣欣（ば きんきん）は中国の経済学者、法政大学経済学部教授、一橋大学経済研究所比較経済・世界経済研究部門准教授を兼務。

## 人物
1991年中国医科大学医学部卒業、2003年 東京国際大学大学院商学研究科修了、2009年慶応義塾大学大学院商学研究科博士後期修了。
・京都大学経済学部専任講師、一橋大学准教授、富山大学准教授をへて2021年に法政大学経済学部教授。
・専門は労働経済学、応用ミクロ経済学、中国経済論

## 著書
- 『中国女性の就業行動』，慶応義塾大学出版会　2011年（単著）
- 『変貌する中国経済と日系企業の役割』勁草書房,2012年(共著)
- 『「税と社会貢献」入門-税の役割とあり方を考える-』，ぎょうせい　2014年（共著）
- 『Lewisian Turning Point in the Chinese Economy』, Palgrave Macmillan, 2014(共著)
- 『中国の公的医療保険制度の改革』，京都大学学術出版会，2015年（単著）
- 『Economic Transition and Labor Market Reform in China』,　Palgrave Macmillan，2018年（単著）
- 『Employment, Retirement and Lifestyle in Aging East Asia』,　Palgrave Macmillan　2021年（単著）